# 狹川普文
狹川 普文（さがわ ふもん、1951年 - ）は、華厳宗の僧侶。東大寺別当（第222世・第223世）、華厳宗管長を務める。

## 人物・経歴
東大寺塔頭北林院住職。別当再任は、大仏殿昭和大修理を指揮した清水公照（1975年-1981年）以来。
祖父・明俊、父・宗玄も東大寺別当。
- 1963年 得度
- 1969年 東大寺学園高等学校卒業
- 1975年 龍谷大学大学院文学研究科修士課程修了（仏教学専攻）
- 1975年 四度加行満行
- 1977年 修二会新入、同年より書家・榊莫山に師事
- 1985年 より彫刻家・水島石根に師事
- 2010年 東大寺執事長
- 2016年 華厳宗管長・東大寺別当に就任（第222世）
- 2019年 華厳宗管長・東大寺別当に再任（第223世）

## 著書

### 単著
- 『東大寺物語：シルクロードの終着駅・奈良』フジタ、1985年。ISBN 4893490311。
- 木村昭彦写真 編『東大寺：境内の四季と小さな命たち』ネイチュアエンタープライズ〈mont-bell BOOKS〉、2016年。ISBN 4990806727。

### 分担執筆
- 楠淳證編著 編『修二会 お水取りと花会式：聖地に受け継がれし伝灯の法会』法藏館〈龍谷大学アジア仏教文化研究センター文化講演会シリーズ〉、2020年。ISBN 4831864323。

## 出演
ドキュメントバラエティ
- 三重テレビ放送特別番組 祈り〜神と仏と〜（三重テレビ、2020年）

講師
- 毎日カルチャースペシャル 東大寺大仏開眼1250年 高円・春日野の道ラジオウォーク（MBS、2002年2月11日）